# Патрик Бергин
Патрик Коноли Бергин (енгл. Patrick Connolly Bergin; Даблин, 4. фебруар 1951), ирски је филмски и ТВ глумац.